# Geerat J. Vermeij
Geerat J. Vermeij (Sappemeer, 28 september 1946) is een Nederlands-Amerikaans paleontoloog en bioloog. Vanwege blindheid specialiseerde hij zich in weekdieren, fossielen en evolutie.
Vermeij is bijzonder hoogleraar geologie aan de Universiteit van Californië - Davis.

## Vroege leven
Vermeijs vader heette Johannes Lodewijk Vermeij en zijn moeder Aaltje Hindrika Engelina Smith. Vermeij werd in 1946 in Nederland geboren, een jaar na zijn broer Arie Pieter.
Sinds juni 1950 is Vermeij volledig blind. Zijn beide ogen werden toen operatief verwijderd vanwege een ernstige vorm van glaucoom. Zijn ouders waren fervente natuurliefhebbers en Vermeij begon al op jonge leeftijd schelpen, dennenappels en stenen te rapen.
Op jonge leeftijd verhuisde het gezin Vermeij naar de Verenigde Staten. Vanaf zijn tiende begon hij serieus schelpen te verzamelen.
In 1965 behaalde Vermeij een middelbareschooldiploma aan de Nutley High School. In 1968 studeerde hij af aan de Princeton-universiteit. Drie jaar later deed hij doctoraal examens in biologie en geologie aan de Yale-universiteit.
Vermeij huwde in 1972 met collega biologe Edith Zipser. In 1981 werd hun dochter geboren, Hermine.

## Carrière
Vermeij begon les te geven aan de Universiteit van Maryland en werd er in 1980 professor zoölogie. Door zijn blindheid specialiseerde hij zich in schelpen en fossielen. Vermeij ondernam onderzoeksprojecten over de hele wereld en gaf in verschillende instellingen wereldwijd les. Sinds 1989 is hij hoogleraar geologie aan de Universiteit van Californië - Davis.
In de jaren 1980 stelde Vermeij zijn escalatietheorie voor. Volgens die theorie ontstaat evolutionaire druk voornamelijk door roofdieren en voedselconcurrenten. In 1992 kreeg hij een MacArthur Fellowship.
In 1997 was Vermeij voorzitter van de 'Society of Naturalists'. Hij is lid van de 'Society for the Study of Evolution', de 'Ecological Society of America', de 'Paleontology Society', de Nederlandse Malacologische Vereniging en de 'Institute of Malacology'. Zijn autobiografische boek, Privileged Hands: A Scientific Life, verscheen in 1997.
Vermeij raakte gefascineerd door de gelijkenissen tussen de basisbeginselen in de biologische evolutie en de menselijke economie. Hij schreef zijn ideeën hierover in het in 2004 verschenen Nature: An Economic History en het in 2010 verschenen The Evolutionary World: How Adaptation Explains Everything from Seashells to Civilization.

## Erkenning (selectie)
Vermeij behaalde verschillende erkenningen voor zijn werk:
- Daniel Giraud Elliot Medal, National Academy of Sciences, 2001
- Faculty Research Lecturer Award, UC Davis Academic Senate, 2004
- Paleontological Society Medal, 2006
- Circle of Discovery, Universiteit van Maryland, 2008
- Addison Emery Verrill Medal, Yale Peabody Museum of Natural History, 2016
- Fellows Medal, California Academy of Sciences, 2017
- lidmaatschap American Academy of Arts and Sciences, 2021
- lidmaatschap National Academy of Sciences, 2022